# Conflandey
Conflandey település Franciaországban, Haute-Saône megyében. Lakosainak száma 357 fő (2022. január 1.). Conflandey Faverney, Amoncourt, Chargey-lès-Port, Chaux-lès-Port, Fleurey-lès-Faverney, Port-sur-Saône és Purgerot községekkel határos.

## Népesség
A település népességének változása:
| Lakosok száma | 377  | 368  | 360  | 357  | 353  | 350  | 353  | 357  |
|               | 2013 | 2015 | 2017 | 2018 | 2019 | 2020 | 2021 | 2022 |